# Jean-Pierre Granval
Jean-Pierre Charles Gribouval, connu sous le nom de scène Jean-Pierre Granval, né le 10 décembre 1923 à Paris 1er et mort le 28 mai 1998 à Poissy, est un acteur de théâtre et de cinéma et un metteur en scène français.

## Biographie
Jean-Pierre Granval est le fils de Charles Granval et Madeleine Renaud, tous deux sociétaires de la Comédie-Française. Il tourne quatre films pour le cinéma et quelques téléfilms, dont certains classiques : Le Soulier de satin, Harold et Maude, La Cerisaie, La Double inconstance.
Il est inhumé à Pennedepie, dans le Calvados.

## Filmographie

### Cinéma
- 1959 : Maigret et l'Affaire Saint-Fiacre, film de Jean Delannoy : le journaliste de permanence
- 1959 : Le Déjeuner sur l'herbe, film de Jean Renoir : Ritou

### Télévision
- 1959 : Le Testament du Docteur Cordelier, téléfilm de Jean Renoir : le patron de l'hôtel de passe
- 1972 : Les Fossés de Vincennes, téléfilm de Pierre Cardinal : le conseiller Réal

## Théâtre

### Comédien
- 1946 : Hamlet de William Shakespeare, mise en scène Jean-Louis Barrault, Théâtre Marigny
- 1946 : Les Fausses Confidences de Marivaux, mise en scène Jean-Louis Barrault, Théâtre Marigny
- 1946 : Baptiste de Jacques Prévert & Joseph Kosma, mise en scène Jean-Louis Barrault, Théâtre Marigny
- 1947 : Les Fausses Confidences de Marivaux, mise en scène Jean-Louis Barrault, Théâtre des Célestins
- 1947 : Baptiste de Jacques Prévert & Joseph Kosma, mise en scène Jean-Louis Barrault, Théâtre des Célestins
- 1947 : La Fontaine de jouvence de Boris Kochno, mise en scène Jean-Louis Barrault, Théâtre Marigny
- 1947 : Le Procès d'après Franz Kafka, mise en scène Jean-Louis Barrault, Théâtre Marigny
- 1948 : L'État de siège d'Albert Camus, mise en scène Jean-Louis Barrault, Théâtre Marigny
- 1948 : Occupe-toi d'Amélie de Georges Feydeau, mise en scène Jean-Louis Barrault, Théâtre Marigny
- 1949 : Le Bossu de Paul Féval et Anicet Bourgeois, mise en scène Jean-Louis Barrault, Théâtre Marigny
- 1951 : Le Soulier de satin de Paul Claudel, mise en scène Jean-Louis Barrault, Théâtre des Célestins
- 1953 : Occupe-toi d'Amélie de Georges Feydeau, mise en scène Jean-Louis Barrault, Théâtre des Célestins
- 1955 : Intermezzo de Jean Giraudoux, mise en scène Jean-Louis Barrault, Théâtre Marigny, Théâtre des Célestins
- 1955 : La Cerisaie d'Anton Tchekhov, mise en scène Jean-Louis Barrault, Théâtre des Célestins
- 1955 : Le Chien du jardinier de Georges Neveux d'après Felix Lope de Vega, mise en scène Jean-Louis Barrault, Théâtre Marigny
- 1955 : Occupe-toi d'Amélie de Georges Feydeau, mise en scène Jean-Louis Barrault, Théâtre Marigny
- 1956 : Le Misanthrope de Molière, mise en scène Jean-Louis Barrault, Théâtre des Célestins
- 1956 : Le Chien du jardinier de Félix Lope de Vega, mise en scène Jean-Louis Barrault, Théâtre des Célestins
- 1956 : Histoire de Vasco de Georges Schehadé, mise en scène Jean-Louis Barrault, Théâtre des Célestins
- 1958 : Le Soulier de satin de Paul Claudel, mise en scène Jean-Louis Barrault, Théâtre du Palais-Royal
- 1959 : Les Fausses Confidences de Marivaux, mise en scène Jean-Louis Barrault, Odéon-Théâtre de France
- 1960 : La Cerisaie d'Anton Tchekhov, mise en scène Jean-Louis Barrault, Odéon-Théâtre de France
- 1960 : Christophe Colomb de Paul Claudel, mise ne scène Jean-Louis Barrault, Odéon-Théâtre de France
- 1960 : Occupe-toi d'Amélie de Georges Feydeau, mise en scène Jean-Louis Barrault, Odéon-Théâtre de France
- 1961 : Amphitryon de Molière, mise en scène Jean-Louis Barrault, Odéon-Théâtre de France
- 1963 : La Cerisaie d'Anton Tchekhov, mise en scène Jean-Louis Barrault, Odéon-Théâtre de France
- 1965 : L'Amérique de Max Brod d'après Franz Kafka, mise en scène Antoine Bourseiller, Odéon-Théâtre de France
- 1973 : Harold et Maude de Colin Higgins, mise en scène Jean-Louis Barrault, Théâtre Récamier
- 1974 : Ainsi parlait Zarathoustra de Friedrich Nietzsche, mise en scène Jean-Louis Barrault, Théâtre d'Orsay
- 1975 : Christophe Colomb de Paul Claudel, mise en scène Jean-Louis Barrault, Théâtre d'Orsay
- 1975 : Les Nuits de Paris d'après Rétif de la Bretonne, mise en scène Jean-Louis Barrault, Théâtre d'Orsay
- 1980 : Harold et Maude de Colin Higgins, mise en scène Jean-Louis Barrault, Théâtre d'Orsay

### Metteur en scène
- 1974 : Sous le vent des îles Baléares de Paul Claudel, Théâtre Récamier
- 1983 : Lettres d'une mère à son fils de Marcel Jouhandeau, La Criée, Théâtre Renaud-Barrault
- 1984 : Pense à l’Afrique d'après Think of Africa de Gordon Dryland, Théâtre Renaud-Barrault
- 1986 : Les Salons de Bernard Minoret et Claude Arnaud, Théâtre Renaud-Barrault